# Ugandatrichia hairanga
Ugandatrichia hairanga är en nattsländeart som beskrevs av Olah 1989. Ugandatrichia hairanga ingår i släktet Ugandatrichia och familjen smånattsländor. Inga underarter finns listade i Catalogue of Life.